# BESS-Polar
BESS-Polar ist ein wissenschaftliches Experiment zur Messung des Flusses von Antiprotonen, Anti-α-Teilchen und verschiedenen Atomkernen leichter Elemente. Es wird mit Hilfe eines Höhenballons gestartet. Seinen Erstflug absolvierte es am 13. Dezember 2004, es startete von der McMurdo-Station in der Antarktis.
An dem Projekt beteiligt sind japanische Wissenschaftler vom Institut KEK, von der Universität in Tokio und der japanischen Weltraumagentur JAXA. Sie kooperieren mit ihren Projektpartnern von der NASA und der Universität Maryland.